# Дефектологија
Дефектологија, наука изразитог трансдисциплинарног карактера коју је, у извесној мери, тешко дефинисати. Досадашњи покушаји дефинисања су кретали од генералних дефиниција које кажу да је „дефектологија наука о хендикепираном човеку”, преко дефинисања дефектологије као науке „која проучава стање особа чији је интегритет услед трајних психофизичких сметњи нарушен, а способност социјалне интеграције смањена”, па све до нешто компетентнијих дефиниција које дефектологију посматрају као „систем знања, свеукупност научних разматрања о рехабилитацији хендикепираних лица”.